# Dualité des ordres de juridiction en France
Pour un article plus général, voir Dualité des ordres de juridiction.
 (mai 2017).
 (mai 2017).
Si vous disposez d'ouvrages ou d'articles de référence ou si vous connaissez des sites web de qualité traitant du thème abordé ici, merci de compléter l'article en donnant les références utiles à sa vérifiabilité et en les liant à la section « Notes et références ».

Juridictions les plus fréquentes dans l'organisation juridictionnelle nationale française

La dualité des ordres de juridiction en France, ou dualisme juridictionnel, consiste en l’existence de deux ordres juridictionnels séparés : l’ordre administratif et l’ordre judiciaire, ayant à leur tête respectivement le Conseil d’État et la Cour de cassation.
L’existence de ces deux ordres de juridiction distincts est en France le produit de l’histoire, fruit de la volonté d’empêcher le juge judiciaire de s’immiscer dans les questions de l’administration.

## Histoire

### Fondements historiques
La séparation entre les ordres de juridiction administrative et judiciaire résulte d’un processus historique, qui se confond dans une certaine mesure avec la séparation de l'activité juridictionnelle et de l'« administration active ».
En 1641, par l'Édit de Saint-Germain, Richelieu limite le droit de remontrance du Parlement de Paris : « Très expresses inhibitions et défenses » aux corps judiciaires « de prendre à l'avenir connaissance d'aucunes affaires qui peuvent concerner l'État, l'administration et le gouvernement d'icelui que nous réservons à notre seule personne ».

La méfiance des révolutionnaires à l’égard des juges les incite à rechercher une séparation stricte entre le pouvoir judiciaire et les autres pouvoirs, notamment le pouvoir exécutif. À l'occasion de son Discours sur la réorganisation du pouvoir judiciaire prononcé devant l'Assemblée constituante le 24 mars 1790 Jacques-Guillaume Thouret déclarait :
Le second abus qui a dénaturé le pouvoir judiciaire en France était la confusion, établie entre les mains de ses dépositaires, des fonctions qui lui sont propres, avec les fonctions incompatibles et incommunicables des autres pouvoirs publics. Émule de la puissance législative, il révisait, modifiait ou rejetait les lois : rival du pouvoir administratif, il en troublait les opérations, en arrêtait le mouvement ou en inquiétait les agents (...). Disons qu'un tel désordre est intolérable dans une bonne Constitution, et que la nôtre fait disparaître, pour l'avenir les motifs qui ont pu le faire supporter précédemment (...).
Cette hostilité à l'égard du pouvoir judiciaire se traduira par l'adoption des deux textes fondateurs du dualisme juridictionnel : la loi des 16 et 24 août 1790, dont l'article 13 dispose : « Les fonctions judiciaires sont distinctes et demeureront toujours séparées des fonctions administratives. Les juges ne pourront, à peine de forfaiture, troubler, de quelque manière que ce soit, les opérations des corps administratifs, ni citer devant  eux les administrateurs pour raison de leurs fonctions » et le décret du 16 fructidor an III, qui réitère ce principe de séparation : « Défenses itératives sont faites aux tribunaux de connaitre des actes d'administration, de quelque espèce qu'ils soient, aux peines de droit ».
Afin d'assurer le respect de ces interdictions qui cantonnent le pouvoir judiciaire, l'article 23 de la loi du 21 fructidor an III crée la procédure du conflit d'attribution, qui permet à l'autorité administrative de faire obstacle aux empiètements de l'autorité judiciaire. Cette procédure, aujourd'hui appelée "conflit positif de compétence" est désormais encadrée par l'article 13 de la loi du 24 mai 1872.
Ce principe de séparation des fonctions judiciaire et administrative conduisit les révolutionnaires puis le Directoire à confier à l'Administration elle-même le soin de statuer sur les contentieux nés de son action (litiges en matière de voirie, de travaux publics, de contributions directes...). La Constitution du 22 frimaire an VIII et la loi du 28 pluviôse an VIII créent respectivement le Conseil d'État et les conseils de préfecture, ancêtres des Tribunaux administratifs. Initialement, ces organes ne se distinguaient pas de l'Administration qu'ils étaient en charge de juger, illustrant la formule d'Henrion de Pansey selon laquelle « juger l’administration, c’est encore administrer ». L'évolution du statut de ces organes administratifs, avec notamment le passage à une justice dite "déléguée" et l'abandon de la théorie du ministre-juge en 1889, permet l'apparition d'un véritable ordre juridique administratif. Cette consécration d'une justice administrative indépendante de l'Administration est ainsi celle du dualisme juridictionnel français.

### L'évolution des fondements historiques
Aujourd'hui la méfiance à l’égard du juge judiciaire a largement disparu et le juge administratif ne semble plus pouvoir être accusé d’une collusion avec l’administration. Sa jurisprudence assure un contrôle approfondi de l’action administrative (sur le plan de la légalité comme du fond). Il semble aussi que l'objection de mauvaise indemnisation souvent soulevée à son encontre, ne soit pas recevable. Par exemple, en matière de responsabilité, le succès récent de la responsabilité pénale des personnes publiques ne doit pas nous faire oublier une jurisprudence qui a progressivement multiplié les cas de responsabilité et amélioré l’indemnisation, aboutissant à un régime assez proche de celui appliquée par le juge judiciaire.
Un second motif de caducité des fondements historiques de la dualité est la convergence des régimes de droit public et privé, observable au sujet de la responsabilité ou encore des contrats. L’on observe également un rapprochement et une interpénétration croissante des domaines respectifs de compétence des deux juges : le juge judiciaire et le juge pénal ont des compétences en matière de contrôle de l’administration, de responsabilité, le juge administratif intervient dans des domaines de compétence classiquement réservés au juge judiciaire : libertés individuelles (à travers le référé liberté), contrats, questions économiques.
Enfin, la querelle classique sur le juge des libertés qui veut que le juge judiciaire soit meilleur protecteur des libertés est à réexaminer à la lumière de la conciliation que le juge administratif a su opérer entre les exigences de l’ordre public et le respect des libertés individuelles.
La loi du 30 juin 2000 instituant le référé-liberté, le référé-suspension et le référé-mesures utiles a remis le juge administratif au centre de la protection des libertés fondamentales. Le recul de la place du juge judiciaire quant aux atteintes portées par l'administration aux libertés peut se matérialiser par la redéfinition de la voie de fait ou l'interprétation restrictive de l'article 66 de la Constitution donnant compétence à l'autorité judiciaire pour la défense de la liberté individuelle.

## Les arguments en défaveur du maintien de la dualité

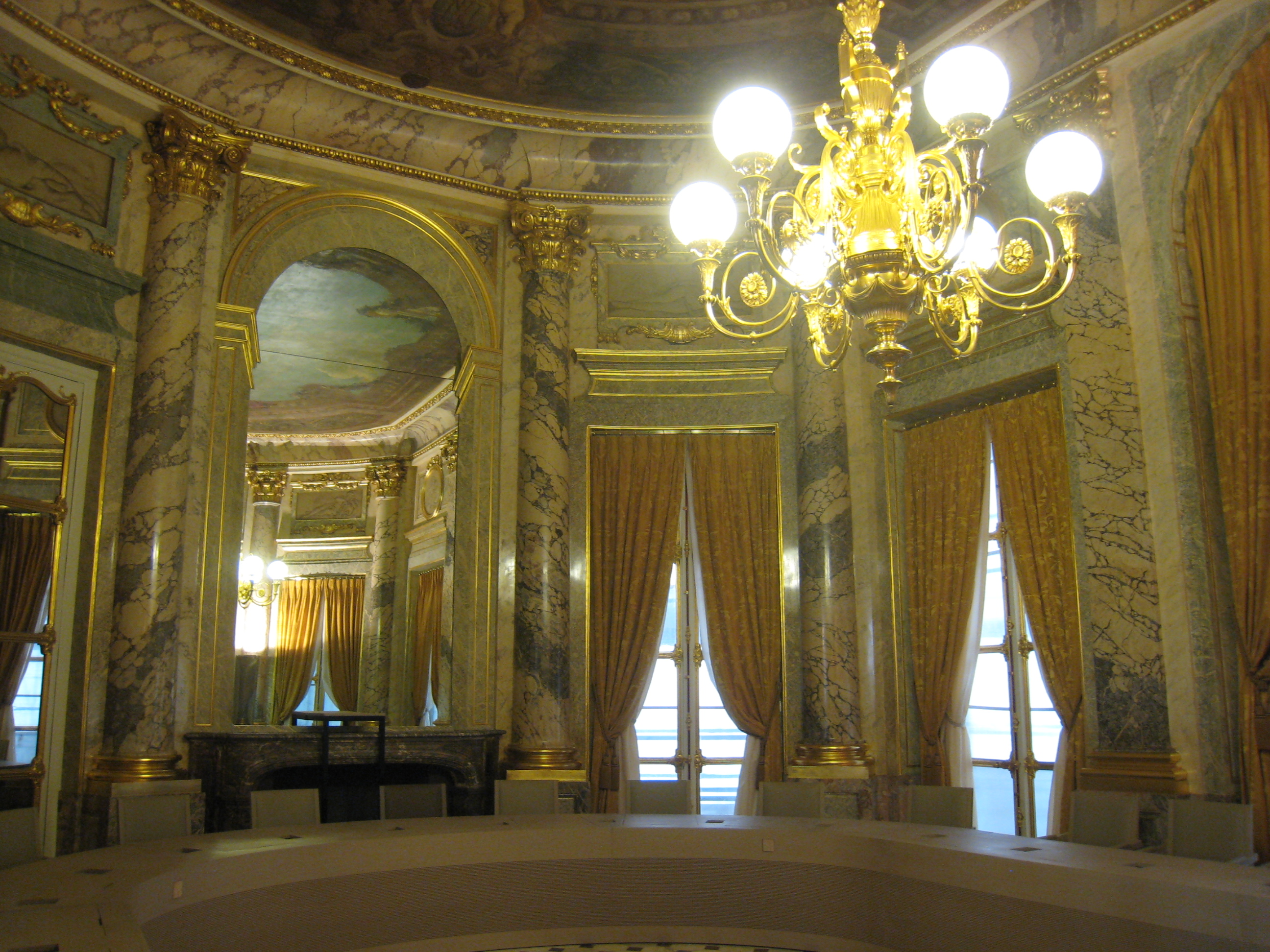
Salle où siège le Tribunal des conflits (Palais Royal, à Paris) qui est la juridiction chargée de trancher les conflits d’attribution et de décision entre les deux ordres de juridiction.

### Complexité des règles de répartition de compétence
L’existence de deux ordres de juridiction, entre lesquelles la répartition des compétences ne va pas toujours de soi pour qui n’est pas spécialiste, peut compliquer la tâche du requérant.
Pour cette raison, la répartition de compétences fait l’objet d’un travail constant de clarification et de simplification de la part du juge, par exemple dans l’arrêt du TC Berkani (25 mars 1996) qui simplifie les règles de compétence en cas de litige entre un agent public et son employeur.
De même, en cas de conflit négatif, c'est-à-dire si les deux ordres de juridiction estiment qu'ils ne sont pas compétents, le décret 27 février 2015 oblige le second juge à renvoyer automatiquement l’affaire au Tribunal des conflits (mécanisme de renvoi automatique, qui peut également être appliqué ex ante, si le premier juge saisi a une incertitude au sujet de sa compétence). Ce mécanisme permet d'éviter le déni de justice.
En pratique, le Tribunal des conflits n’est saisi chaque année que sur une cinquantaine d’affaires, ce qui mène à relativiser l’importance de ce problème.
Il demeure que les erreurs éventuelles, qui rallongent la procédure et la rendent plus coûteuse, peuvent très bien décourager le requérant qui renoncera à poursuivre son action.

### Le mécanisme de la question préjudicielle
La dualité de juridictions présente un autre risque de lenteur en cas de question préjudicielle. Ce type de procédure ne survient que lorsque la juridiction compétente pour statuer sur une affaire rencontre dans son examen une question qui n’est pas de son ressort. Dans la pratique, ce nombre de cas est limité : par exemple, le juge administratif peut avoir des doutes sur la validité d’un acte de droit privé (comme un titre de propriété ou la nationalité d’une personne) tandis que le juge judiciaire peut être amené à s’interroger sur la légalité d’un acte administratif.
Ce problème peut être relativisé pour deux raisons.
D'abord, la théorie de l'acte clair limite l’usage de la question préjudicielle aux cas où il y a réellement une difficulté sérieuse. Si la question ne pose pas de difficulté particulière, le juge tranche lui-même sans avoir à recourir au mécanisme de la question préjudicielle.
Ensuite, le juge pénal, bien que juge judiciaire, est compétent pour examiner la légalité des actes administratifs depuis l'entrée en vigueur de l'article 111-5 du nouveau Code pénal en 1994. Ces pouvoirs  sont inspirés par l'arrêt du tribunal des conflits du 5 juillet 1951 « Avranches et Desmarets » qui les limitaient toutefois aux seuls actes individuels.

### Lenteur des juridictions administratives
Initialement, les juridictions administratives étaient si engorgées que les justiciables étaient tentés de porter leur affaire devant le juge judiciaire.
C'est pourquoi de nombreuses réformes sont intervenues dans l’ordre administratif. Il s'agit, entre autres, de la réorganisation et le renforcement des procédures de référé par la loi du 30 juin 2000 (qui met notamment en place la procédure du référé-liberté qui oblige le juge à statuer en 48 heures), et de la création des Cours administratives d'appel par la loi de 1987.

### Divergences de jurisprudence
La coexistence des deux ordres de juridictions fait jaillir de rares divergences de jurisprudence sur certaines questions. Ces divergences nuisent à la cohérence du droit et à la garantie de sécurité juridique.
Toutefois il est arrivé que des questions jugées importantes fassent l'objet d'une divergence. Ainsi le Conseil d'État et la Cour de cassation ont longtemps été en opposition en matière de contrôle de conventionnalité. En effet, dès 1975 (arrêt Jacques Vabre), la Cour de cassation a affirmé qu'il appartenait au juge d'écarter l'application de la loi si elle entrait en contradiction avec un engagement international ou européen de la France. Ce n'est qu'en 1989 (arrêt Nicolo) que le Conseil d’État a adopté la même position en revenant sur sa jurisprudence antérieure (arrêt Fabricants de semoules de France de 1968).
Il demeure que depuis la fin des années 2000, ces divergences de jurisprudence sont de plus en plus rares.

### Problèmes liés à l’indépendance et l'impartialité
(novembre 2020).

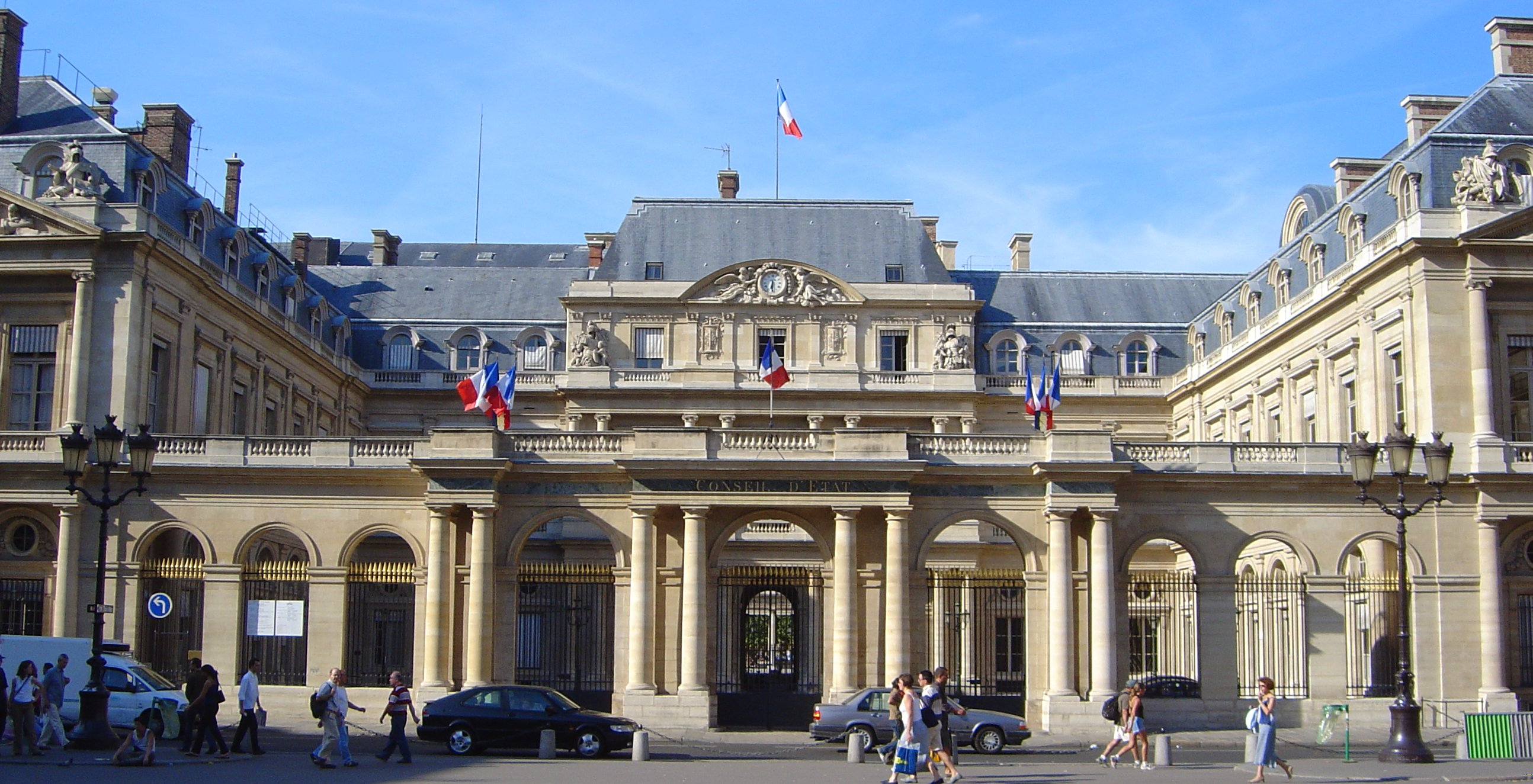
Le Conseil d’État est la juridiction la plus élevée de l’ordre administratif.

L'ordre administratif est né de la défiance des révolutionnaires envers l'ordre judiciaire : il s'est agi de protéger le pouvoir exécutif du pouvoir judiciaire. Ainsi, l'ordre administratif pourrait être perçu comme destiné à protéger l'action du pouvoir exécutif et des Administrations.
Souvent, des inquiétudes se font jour quant aux liens trop étroits unissant la juridiction administrative et l’administration, selon lesquelles le juge administratif jugerait dans la ligne de l’administration et ne serait pas assez sévère.
Le juge administratif dispose statutairement et juridiquement d’une complète indépendance vis-à-vis de l’administration. Les juges sont recrutés entre autres parmi les anciens élèves de l'ENA  ou parmi les fonctionnaires : ainsi, certains d'entre eux ont été formés à gérer une administration, et cela peut biaiser leur analyse, dans le sens où ils seraient plus sensibles au point de vue de l'administration .
L'idée d’une collusion est infirmée, en pratique, par l’action du juge, qui dispose depuis la loi du 8 février 1995 des pouvoirs d’injonction et d’astreinte à l’égard de l’administration, et qui dans sa jurisprudence peut s’avérer aussi protecteur du requérant et des libertés que le juge judiciaire.
Cependant, l’efficacité de ces pouvoirs est à nuancer, pour plusieurs motifs :
- L'économie des moyens : le juge judiciaire doit répondre à tous les moyens de droit soulevés par les parties. Le juge administratif, par contre, utilise le principe d'économie des moyens, en sélectionnant un seul et unique moyen permettant l'annulation. Or, le type de moyen choisi peut avoir des effets négatifs pour la personne réalisant le recours.
- L'inefficacité des jugements et arrêts du juge administratif pour les actes nouveaux futurs : le juge administratif se limite à annuler des actes passés et éventuellement enjoindre de modifier des actes dans un sens déterminé. Mais le juge administratif n'a aucun pouvoir quant aux actes futurs qui pourraient être illégaux de manière prévisible. À titre d'exemple, le Conseil d'État a dû annuler huit notes de services illégales successives [11] ; Dans sa décision de 2015 (no 374434 du 22 juillet 2015), le Conseil d’État menaçait explicitement l'administration pour le futur : « l’administration ne saurait, sans méconnaître l’autorité de la chose jugée qui s’attache à la présente décision d’annulation et aux motifs qui en sont le soutien nécessaire » ; et pourtant, quatre mois après la huitième du décision Conseil d’État, l’administration prenait la note de service no 2015-186 du 10 novembre 2015, qui à nouveau violait la loi en édictant des critères de priorité non prévus par la loi ; cette nouvelle note de service était annulée en 2017 par le Conseil d’État [12], sans conséquence malgré "l'avertissement" du Conseil d'État à l’administration dans son arrêt de 2015.

Le juge administratif applique un droit, qui est un droit protecteur de l'administration. Or, des décisions du Conseil d'État ont tendance, hors de tout texte légal, à renforcer toujours ce caractère protecteur. Par exemple, les décisions administratives sont "protégées" par des délais de recours très courts : deux mois à compter de la décision . Or, ce même Code de justice administrative précisait que ce court délai de deux mois ne courait pas à défaut de mention des délais et voies de recours  ; ainsi, sans les dites mentions, le recours demeurait possible. Par son arrêt Czabaj , le Conseil d'État a décidé, hors de tout texte légal, de limiter le type de recours à un autre délai, fort court et arbitraire, d'un an. Ce même Conseil d'État a continué sur la même voie en appliquant ce même délai d'un an pour les recours par voie d'exception contre les actes réglementaires du moment que le moyen d'annulation était un moyen de légalité externe [non neutre].
Le juge européen pourrait apporter une objection au respect de l’indépendance et d’impartialité de la part du Conseil d’État en posant la question de la combinaison des fonctions consultatives et contentieuses de cette juridiction. C’est le débat sur l’application à la France de l’arrêt de la Cour européenne des droits de l'homme (CEDH, siégeant à Strasbourg) Procola c/ Luxembourg (28 septembre 1995), qui concerne la présence au contentieux de juges ayant déjà figuré dans la procédure consultative, ce qui signifie qu'ils contrôlent la légalité d'un texte en ayant participé à son élaboration. La jurisprudence de la CEDH Sacilor Lormines c./ France affirme cependant que les garanties statutaires des membres du CE permet une assimilation de ces derniers à des magistrats indépendants. C’est également notamment la communication aux parties des documents concernant l’avis du Conseil d'État sur le texte. Néanmoins, le Conseil d'État veille à éviter que cette situation ne se produise.
Par ailleurs, l'indépendance et l'impartialité du Conseil d'État sont remises en cause par la cour de Strasbourg en raison de la présence du Commissaire du gouvernement au délibéré. Dans deux décisions (CEDH Kress c./ France, 7 juin 2001 -  CEDH LOYEN c./ France, 5 juillet 2005), la cour européenne s'oppose à la présence du Commissaire. En réponse, la France affirme que le commissaire du gouvernement "assiste mais ne participe pas à la délibération" (art. 731-7 CJA issu du décret du 19 décembre 2005). Néanmoins, dans l'arrêt Martinie de 2006, la CEDH reprend la jurisprudence Kress c./ France en vue de rappeler qu'elle prohibe tout autant la participation du Commissaire du Gouvernement au délibéré que sa simple présence. De ce fait, la France adopte par décrets du 1er août 2006 et du 7 janvier 2009 que le commissaire du gouvernement soit désormais dénommé le Rapporteur public et qu'il n'assiste plus au délibéré (sauf au CE où, sauf demande contraire d'une partie, le Rapporteur public y assiste).
La question n'est donc pas tant l'indépendance de la Justice administrative, qui est à peu près acquise, qu'au fond, sa relative partialité, c'est-à-dire une tendance à juger en faveur de l'Administration (à partir d'un droit déjà protecteur), sans bien évidemment que cela soit caricaturalement systématique.

### Un accès plus ou moins facile pour le justiciable selon l'ordre à laquelle la juridiction saisie appartient
Fin des années 2010 début des années 2020, il est possible pour le justiciable français (professionnel ou non professionnel) de saisir relativement simplement les tribunaux administratifs.
La procédure est même harmonisée au niveau national, puisque les particuliers  comme  les avocats peuvent saisir la justice de matière dématérialisée par la plateforme « Télérecours »  et de suivre l'état du contentieux.
Bien sûr, pouvoir saisir techniquement une juridiction administrative ne signifie pas que la requête sera acceptée mais cela rend bien plus aisée la saisie du juge administratif. Celui par ailleurs se montre dans l'ensemble relativement compréhensif avec un public non rompu aux techniques procédurales; il pourra ainsi l'inviter à compléter ou régulariser  sa requête en lui fournissant un formulaire.
Concernant les juridictions judiciaires, une telle saisie dématérialisée est à l'étude mais n'est pas généralisée. Quand elle est mise en place, elle est rarement accessible aux particuliers. Ceux-ci peuvent donc être handicapés, car chaque tribunal peut avoir ses propres pratiques, une culture que généralement seuls les avocats du barreau concerné connaissent. Ce qui dans les faits aboutit à réduire pratiquement la possibilité de saisir directement le juge, même quand le recours à un avocat n'est pas obligatoire. 

## Les arguments en faveur du maintien de la dualité

### Les avantages de la juridiction administrative

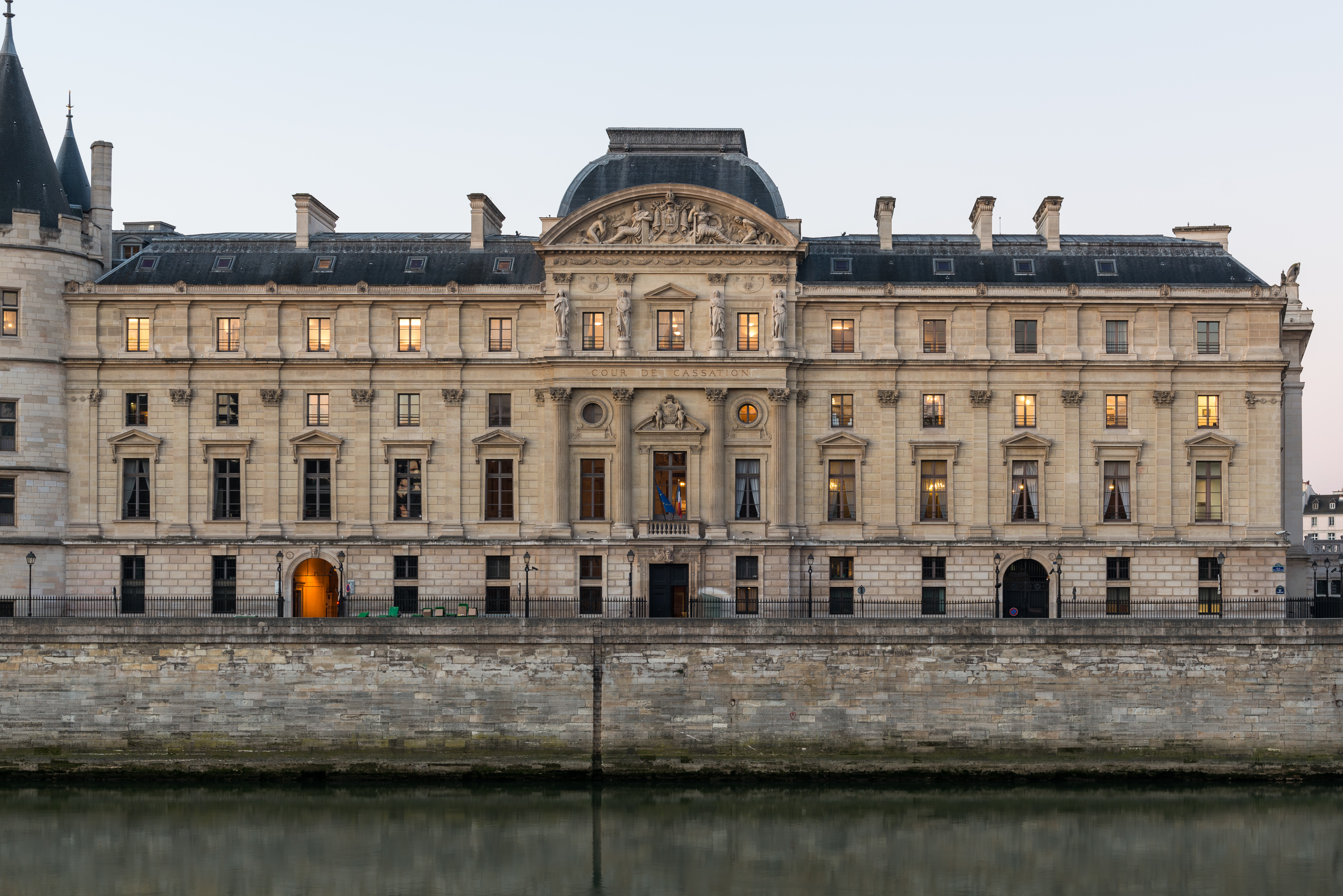
La Cour de cassation est la juridiction la plus élevée de l’ordre judiciaire.

L’existence distincte de la juridiction administrative semble constituer une plus grande cohérence et une efficacité accrue de son activité. En effet, le recrutement des juges de l’ordre administratif crée des liens privilégiés avec l’administration, ils sont formés à la même culture administrative, par exemple au sein de l’ENA, et le détachement des juges du corps leur permettent de mieux connaître la réalité de l’administration de l’intérieur. En principe, la nomination de fonctionnaires au tour extérieur présente également ces avantages. Cette liaison étroite entre l’administration et le juge, qui se fait également par le truchement de la fonction consultative du Conseil d’État peut rendre l’action du juge administratif plus efficace car parfois plus audacieuse et susceptible d’être suivie d’effets. En effet, l’administration se plie sans doute plus facilement à des règles issues de son sein.

### Comparaisons internationales
De plus, le droit administratif présente des complexités qui rendent nécessaire la spécialisation des juges qui l’appliquent.
Ainsi, au niveau international, il existe toujours soit une juridiction spécialisée, soit dans les pays qui ont un ordre juridique unique, une chambre spécialisée dans le contentieux administratif. La dualité de juridiction n’est donc pas une exception française.
En Allemagne, en Autriche, en Finlande, en Suède et au Portugal, pour ne citer que des pays européens, il existe une juridiction administrative distincte de la juridiction judiciaire.
En Belgique, en Italie, en Grèce ou même en Turquie, la juridiction administrative suprême a également une compétence consultative, comme en France. C'était aussi le cas au Luxembourg jusqu'en 1997, mais désormais le Conseil d'État de ce pays n'a plus que sa fonction consultative, en réponse à l'arrêt Procola rendu par la Cour européenne des droits de l'homme en 1995.
Au Royaume-Uni, modèle de l’unité de juridiction, certaines juridictions qui ont à traiter d’affaires administratives créent des chambres spécialisées, et le judicial review, introduit en 1978, rappelle fortement le recours pour excès de pouvoir français. Globalement, la tendance actuelle semble d’ailleurs plutôt à la multiplication des juridictions spécialisées.

### Des problèmes plus prégnants se situent à un autre niveau
En effet, de plus en plus l’activité du juge repose sur l’application de normes de source internationale et notamment européenne. La CJUE confie ainsi aux juridictions nationales l’application du droit communautaire (CJCE Factortame). Le problème majeur qui se pose aux juridictions nationales aujourd’hui semble donc moins horizontal (dualité des ordres nationaux) que vertical, c’est-à-dire celui de la dualité entre les juridictions nationales et européennes.

## Autres systèmes envisageables
D’autres systèmes sont envisageables, et l’exemple du Royaume-Uni prouve bien que la dualité n’est en aucun cas nécessaire en soi. En effet, le modèle britannique, qui existe aussi dans plusieurs autres pays anglo-saxons (États-Unis, Irlande..) est fondé sur un ordre de juridiction unique. En Angleterre, l’administration est donc soumise à la Common law. Ce système trouve ses fondations dans une vision différente de la séparation des pouvoirs voulant que les pouvoirs puissent se contrôler pour éviter les abus.
En Belgique, le contentieux de la légalité est confié à une juridiction administrative, le Conseil d'État, mais le contentieux des droits subjectifs est toujours de la compétence du juge judiciaire, même lorsqu'il implique un acte administratif. De plus, le système belge prévoit qu'au contentieux des droits subjectifs, l'État est soumis au même droit que les autres justiciables. Même si formellement le système belge paraît proche du système français - avec l'existence, en particulier, d'un Conseil d'État - sur le fond, il est beaucoup plus proche du système anglais, puisque seul le contentieux objectif de la légalité échappe au juge judiciaire.

## Les difficultés d'une réforme

### Un système établi et bien ancré
Les deux ordres de juridiction sont caractérisés par des modes de fonctionnement différents, à la fois en ce qui concerne le statut des juges et les relations entre les juridictions à l’intérieur de chaque ordre. L’organisation d’une fusion des deux ordres semble de ce fait poser des problèmes considérables de transition et de choix d’une organisation définitive.
D’autre part, en ce qui concerne la juridiction administrative, son statut et son prestige, notamment auprès du législateur, rendront sans doute toute velléité de réforme allant dans ce sens extrêmement difficile.
Enfin, si le souci majeur est bien de simplifier l’accès au juge pour le justiciable et de rendre les procédures plus brèves. Les réformes internes à chaque ordre, mais auxquels on peut aussi ajouter l’amélioration des moyens budgétaires et humains, semblent plus efficaces qu’un bouleversement important requérant l’apprentissage de règles de fonctionnement entièrement nouvelles.

### Le statut constitutionnel de la dualité
Le Conseil constitutionnel a conféré un statut constitutionnel à la compétence des juridictions administratives. Si la Constitution de 1958 ne cite que le Conseil d’État au titre de ses fonctions consultatives, la décision du Conseil constitutionnel du 23 janvier 1987 Conseil de la concurrence, statuant à propos d’une loi qui confiait le contentieux des décisions dudit Conseil à la juridiction judiciaire, consacre « la compétence de la juridiction administrative pour l’annulation ou la réformation des décisions prises, dans l’exercice des prérogatives de puissance publique » par les autorités publiques, ceci « conformément à la conception française de la séparation des pouvoirs » et décide qu’il s’agit d’un des principes fondamentaux reconnus par les lois de la République. En conséquence, l’existence ainsi que la compétence propre d’une juridiction administrative ont valeur constitutionnelle. Auparavant, dans une décision du 22 juillet 1980, le Conseil constitutionnel avait déjà consacré l’indépendance de la juridiction administrative.
Les juges administratifs n’ont toutefois pas le monopole du contentieux administratif. Le principe de la séparation des autorités n’interdit pas au juge judiciaire de connaître de certains aspects de l’action administrative.
S’il n’y a pas de monopole du juge administratif dans le contentieux administratif, il ne faut pas négliger sa grande importance, alors même que dans la Constitution, le juge administratif est presque absent. Il reste le juge naturel de l’action administrative. Ceci fut consacré en deux temps par le Conseil constitutionnel. Deux décisions du Conseil constitutionnel ont fixé ses compétences:
- Dans une décision du 22 juillet 1980, le Conseil constitutionnel a consacré un nouveau Principe fondamental reconnu par les lois de la République selon lequel les juridictions administratives sont indépendantes[20]. Il s’est fondé sur la loi du 24 mai 1872 qui accorda définitivement la jurisprudence déléguée au Conseil d'État. On ne peut consacrer institutionnellement la juridiction administrative sans la consacrer constitutionnellement. Il faut considérer que cette décision consacre l’existence constitutionnelle de l’action du Conseil d'État, et donc elle doit être indépendante ;
- Il manque encore quelque chose : il faut donner une mission à cette juridiction administrative. Il fallait préciser si sa compétence était protégée par une norme constitutionnelle. Ceci fut résolu par la décision du 23 janvier 1987, qui érige en Principe fondamental reconnu par les lois de la République une partie de la compétence des juridictions administratives[19]. Le Conseil constitutionnel nous dit: « relèvent de la compétence des juridictions administratives l’annulation ou la réformation des décisions prises dans l’exercice de prérogatives de puissances publiques par les autorités exerçant le pouvoir exécutif, leurs agents, les collectivités territoriales de la République ou les organismes publics placés sous leur autorité ou leur contrôle ».

Il y a une définition positive qui signifie qu’il y a des choses qui n’y entrent pas. Le Conseil constitutionnel n’a pas voulu les inclure dans une compétence constitutionnellement garantie (contentieux de la responsabilité de la puissance publique, contentieux des contrats, contentieux par voie d’exception d’illégalité des décisions administratives, le contentieux des décisions administratives que peuvent parfois prendre des personnes privées chargées d’une mission de service public).
Il faut comprendre que les juridictions administratives sont compétentes pour le tout, mais qu’il ne s’agit pas pour ce tout d’une compétence constitutionnelle. Donc ces compétences peuvent leur être enlevées par une simple loi. Le Conseil constitutionnel est pragmatique et il s’est rendu compte que le contentieux de la responsabilité de la puissance publique pouvait relever du juge judiciaire. Si le Conseil constitutionnel avait tout protégé par la Constitution, cela aurait voulu dire que toute une série de lois antérieures, accordant pouvoir au juge judiciaire, était devenue inconstitutionnelle.
Il faut ajouter que le Conseil constitutionnel fait trois réserves au transfert de compétence au juge judiciaire :
1. Le Principe fondamental reconnu par les lois de la République ne vaut pas pour les matières que le Conseil constitutionnel définit comme étant « réservées par nature à l’autorité judiciaire » (tradition) ;
2. Par ailleurs, le Conseil constitutionnel admet qu’il peut y avoir des lois qui, dans un souci de bonne administration de la justice, et pour créer des blocs de compétence juridictionnelle, transfèrent des compétences au juge judiciaire. Cette possibilité de transfert est réflexive ;
3. Mais les juridictions administratives, désormais titulaires d’une compétence partiellement constitutionnelle, entretiennent des rapports ambigus avec l’administration dans la mesure où il n’est pas toujours aisé de les en distinguer. L’administration de la justice administrative, comme la notion même de juridiction administrative, reflètent cette relative confusion entre l’administration et ses juges.